# 三井不動産ホテルマネジメント
株式会社三井不動産ホテルマネジメント（みついふどうさんホテルマネジメント）は、三井不動産が出資して設立したホテル運営グループ会社である。1981年にガーデンホテルズとして設立され、2005年に現社名へ変更。「三井ガーデンホテルズ（Mitsui Garden Hotels）」「ザ セレスティンホテルズ（THE CELESTINE HOTELS）」「sequence（シークエンス）」をチェーン展開している。

## 概要
- ブランド - 三井ガーデンホテルズ、ザ セレスティンホテルズ、sequence（いずれもホテルチェーン）
- ホテル数 - 日本国内31（2020年1月時点、三井ガーデンホテルズ28施設とザ セレスティンホテルズ3施設の合計）
- 会員制度 - MGHメンバーズ、Tポイント（2014年3月7日開始[1]、2015年9月7日終了[2]）

## ホテル

### 北海道・東北
| 左：三井ガーデンホテル札幌ウエスト（2020年6月）右：三井ガーデンホテル札幌（2011年5月）  |  | 左：三井ガーデンホテル札幌ウエスト（2020年6月）右：三井ガーデンホテル札幌（2011年5月） |
| 左：三井ガーデンホテル札幌ウエスト（2020年6月） 右：三井ガーデンホテル札幌（2011年5月） |  |                                                                                        |

- 三井ガーデンホテル仙台
  - 所在地 宮城県仙台市青葉区本町2-4-6
  - 開業 2009年7月17日
- 三井ガーデンホテル札幌
  - 所在地 北海道札幌市中央区北5条西6丁目18-3
  - 開業 2010年6月2日
- 三井ガーデンホテル札幌ウエスト
  - 所在地 北海道札幌市中央区北5条西6丁目2-4
  - 開業 2020年2月20日

### 東京
- ホテル ザ セレスティン東京芝
  - 所在地 東京都港区芝三丁目23番1号
  - 開業 2002年7月7日

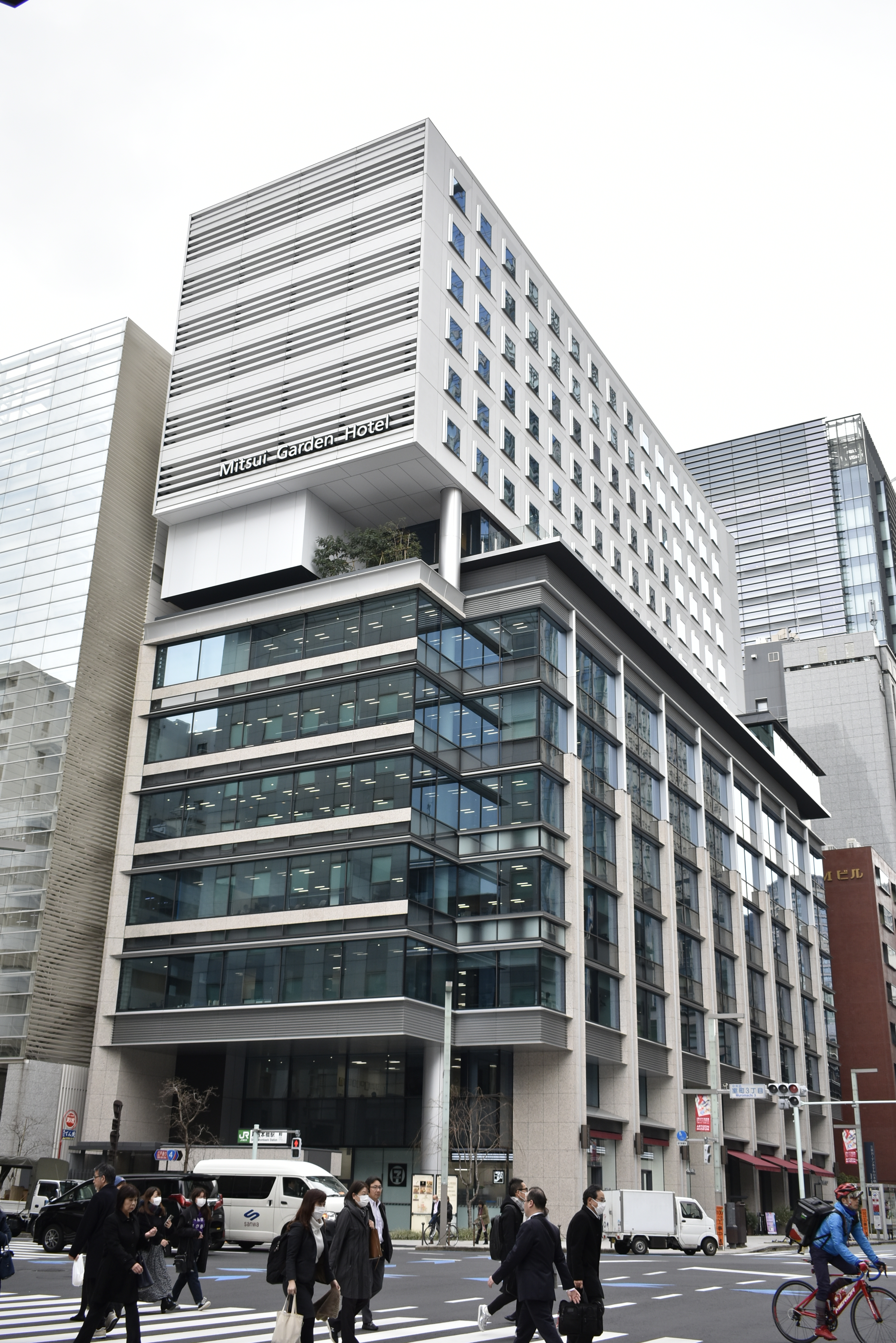
三井ガーデンホテル日本橋プレミア（2020年2月20日撮影）

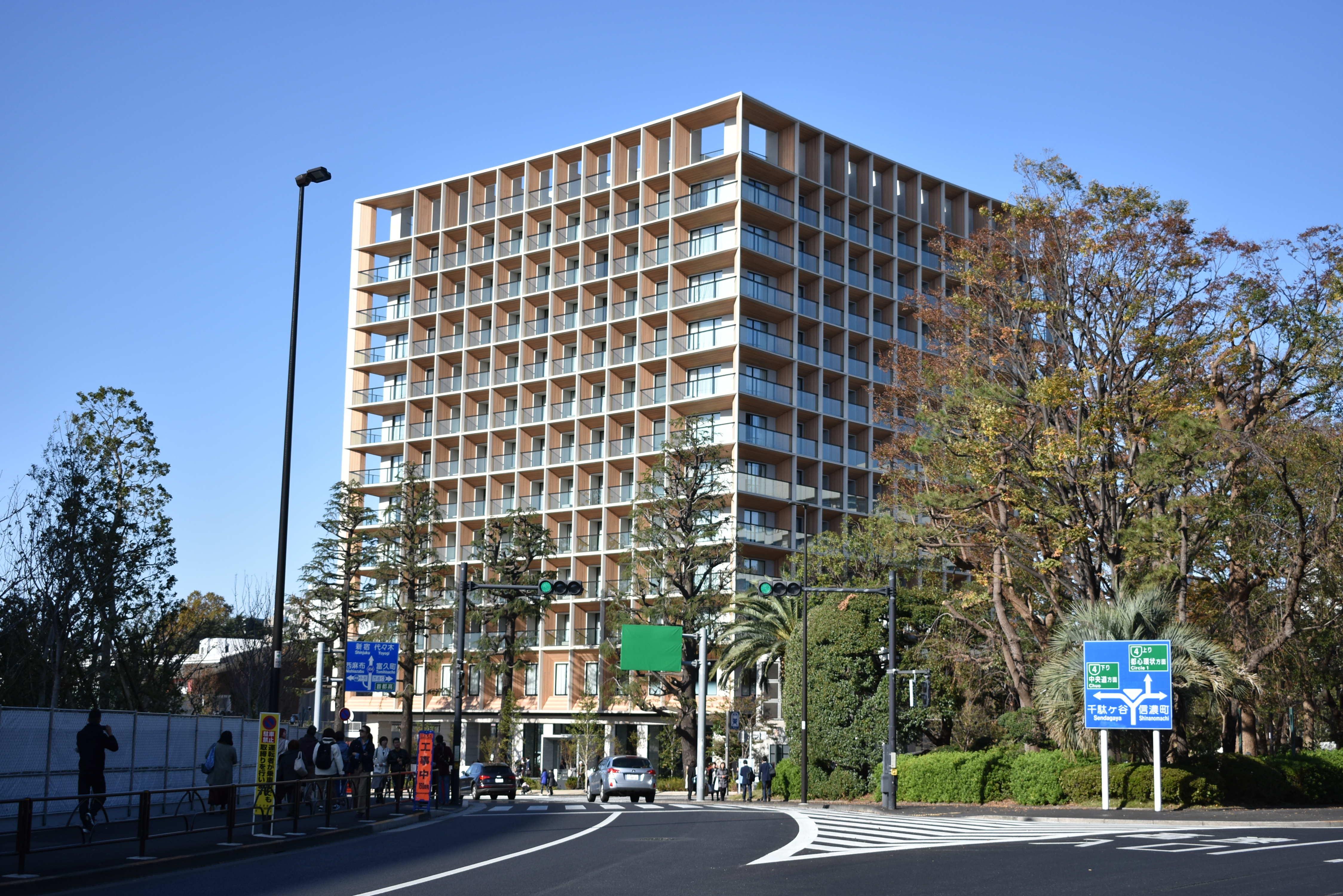
三井ガーデンホテル神宮外苑の杜プレミア（2019年11月30日撮影）

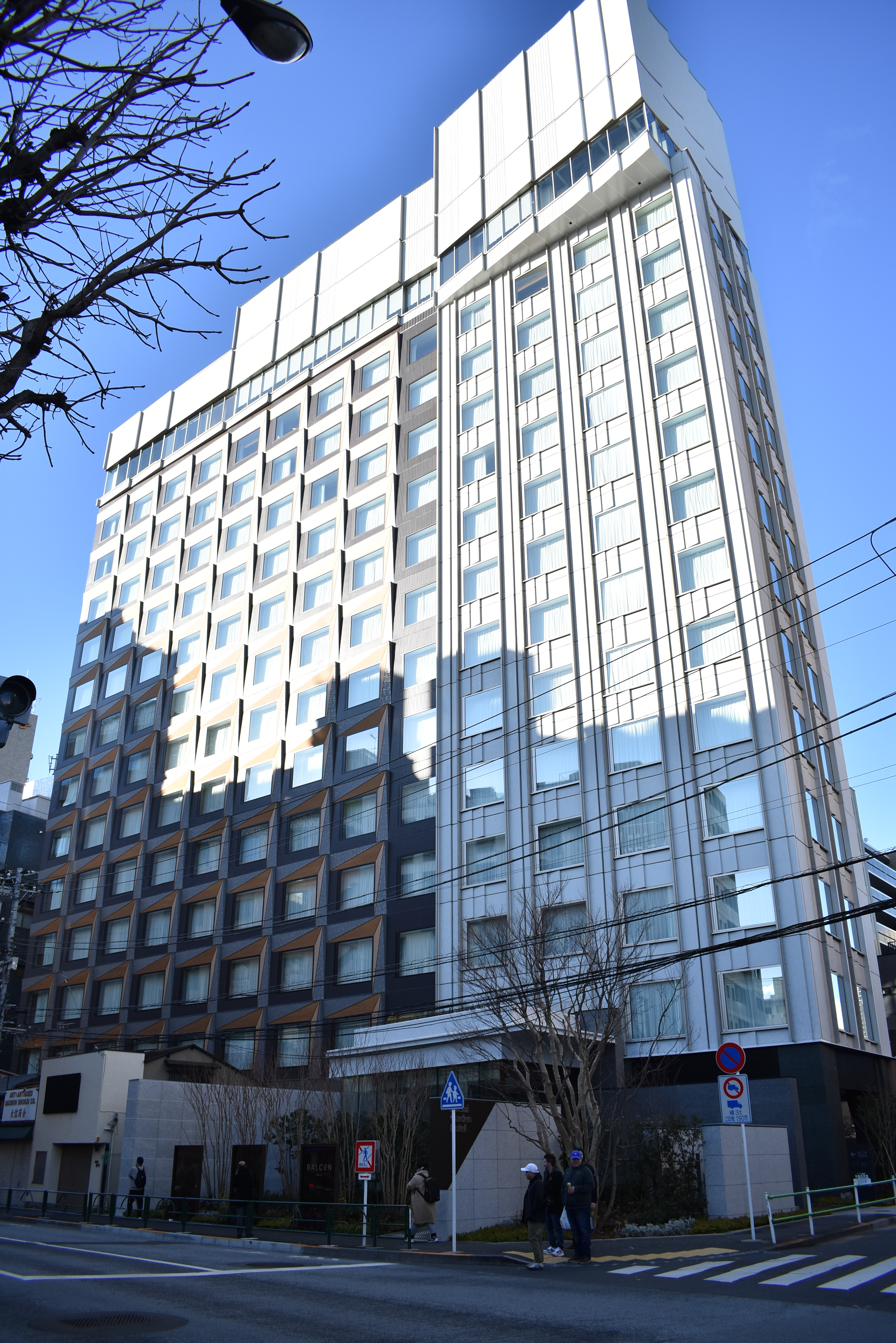
三井ガーデンホテル六本木プレミア（2020年1月31日撮影）

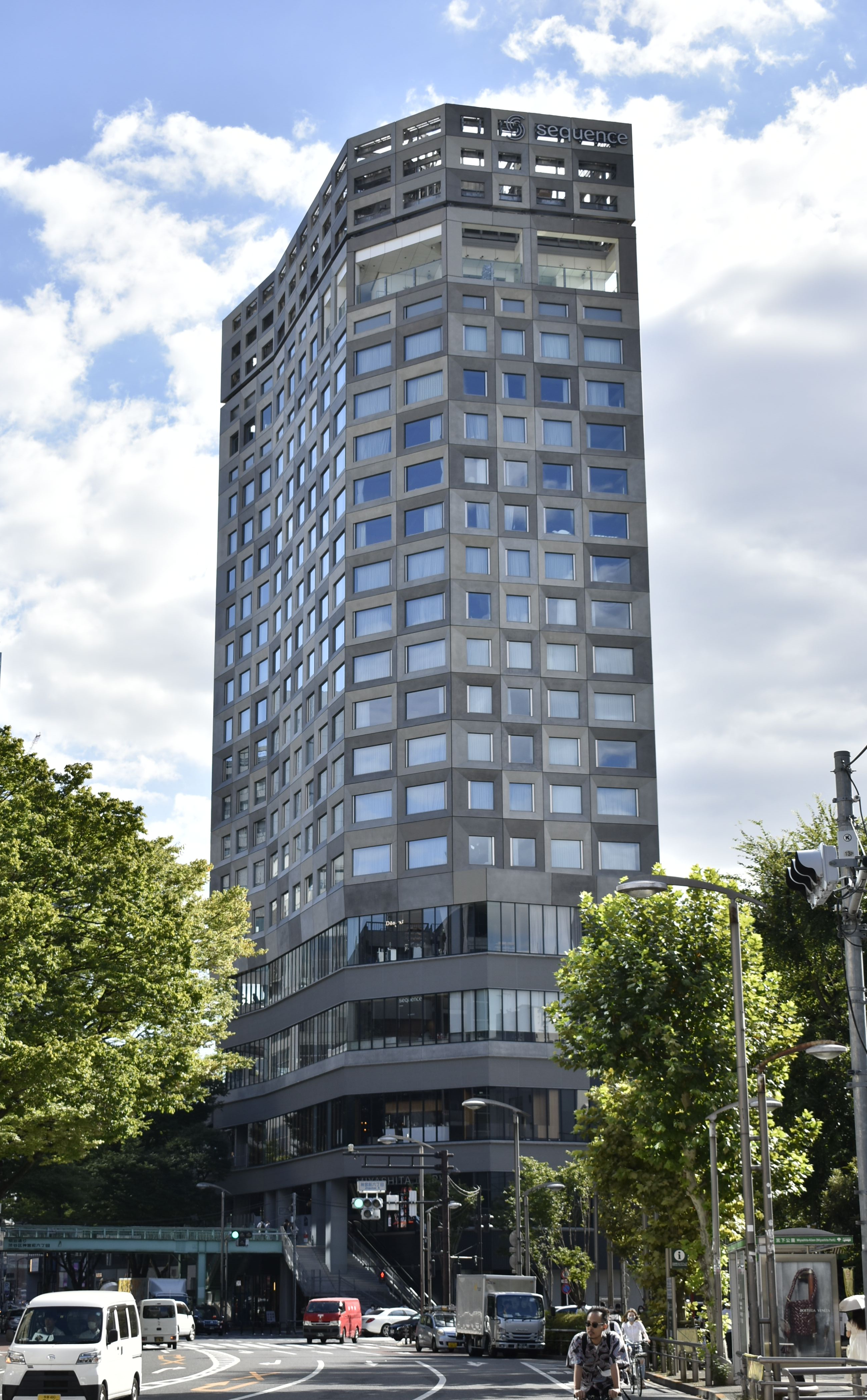
sequence MIYASHITA PARK（2022年9月16日撮影）

  - 元々は別会社の「株式会社セレスティンホテル」が運営していたが、2015年7月1日に合併したことでグループ入り。
- 三井ガーデンホテル銀座プレミア
  - 所在地 東京都中央区銀座8-13-1（銀座第一ホテル跡）
  - 開業 2005年11月
- 三井ガーデンホテル汐留イタリア街
  - 所在地 東京都港区東新橋2-14-24
  - 開業 2007年4月19日
- 三井ガーデンホテル上野
  - 所在地 東京都台東区東上野3-19-7
  - 開業 2010年9月14日
- ミレニアム 三井ガーデンホテル 東京
  - 所在地 東京都中央区銀座5-11-1
  - 開業 2014年12月17日
  - ホンリョングループ（シンガポール）の「ミレニアム&コプトーン・ホテルズ」が展開する「Millennium（ミレニアム）」と「三井ガーデンホテルズ」のダブルブランドで、「ミレニアム ホテルズ&リゾート」にとっては、日本進出第一号となる。
- 三井ガーデンホテル京橋
  - 所在地 東京都中央区京橋1-3-6
  - 開業 2016年9月1日
- ホテル ザ セレスティン銀座
  - 所在地 東京都中央区銀座8-4-22（銀座日航ホテル跡）
  - 開業 2017年10月5日
- 三井ガーデンホテル大手町
  - 所在地 東京都千代田区内神田2-1-2
  - 開業 2018年6月17日
- 三井ガーデンホテル五反田
  - 所在地 東京都品川区東五反田2-2-6
  - 開業 2018年6月29日
- 三井ガーデンホテル日本橋プレミア
  - 所在地 東京都中央区日本橋室町3-4-4
  - 開業 2018年9月13日
- 三井ガーデンホテル銀座五丁目
  - 所在地 東京都中央区銀座五丁目201-6他
  - 開業 2019年9月26日
- 三井ガーデンホテル神宮外苑の杜プレミア
  - 所在地 東京都新宿区霞ヶ丘町11番3号
  - 開業 2019年11月22日
- 三井ガーデンホテル六本木プレミア
  - 所在地 東京都港区六本木三丁目15番17号
  - 開業 2020年1月24日
- 三井ガーデンホテル豊洲プレミア
  - 所在地 東京都江東区豊洲2-2-1
  - 開業 2020年8月10日
- sequence MIYASHITA PARK
  - 所在地 東京都渋谷区神宮前6-20-10
  - 開業 2020年8月1日
- sequence SUIDOBASHI
  - 所在地 東京都千代田区神田三崎町2-22-17
  - 開業 2020年11月25日

### 神奈川
- 三井ガーデンホテル横浜みなとみらいプレミア
  - 所在地 神奈川県横浜市西区みなとみらい3-3-3
  - 開業 2023年5月16日

### 千葉
- 三井ガーデンホテルプラナ東京ベイ
  - 所在地 千葉県浦安市明海6-2-1
  - 開業 2007年6月1日
    - 東京ディズニーリゾート・パートナーホテル
- 三井ガーデンホテル柏の葉
  - 所在地 千葉県柏市若柴178-4 柏の葉キャンパス148街区2
  - 開業 2014年7月8日（同年7月2日にプレオープン）

### 東海・北陸
- 三井ガーデンホテル名古屋プレミア（シンフォニー豊田ビル内）
  - 所在地 愛知県名古屋市中村区名駅4丁目1001番
  - 開業 2016年9月16日
- 三井ガーデンホテル金沢
  - 所在地 石川県金沢市上堤町1-22
  - 開業 2019年1月11日

### 近畿
- 三井ガーデンホテル京都四条
  - 所在地 京都府京都市下京区西洞院通四条下ル妙伝寺町707-1
  - 開業 1997年10月
- 三井ガーデンホテル大阪プレミア
  - 所在地 大阪府大阪市北区中之島3-4-15
  - 開業 2014年3月7日
- 三井ガーデンホテル京都新町 別邸
  - 所在地 京都府京都市中京区新町通六角下る六角町361
  - 開業 2014年3月25日
- ホテル ザ セレスティン京都祇園
  - 所在地 京都市東山区八坂通東大路西入る小松町572
  - 開業 2017年9月7日
- 三井ガーデンホテル京都駅前
  - 所在地 京都市下京区東塩小路町848
  - 開業 2019年8月29日
- sequence KYOTO GOJO
  - 所在地 京都市下京区五条烏丸町409
  - 開業 2020年8月7日
- 三井ガーデンホテル京都河原町浄教寺
  - 所在地 京都市下京区寺町通四条下る貞安前之町620
  - 開業 2020年9月28日

### 中国・九州
- 三井ガーデンホテル広島
  - 所在地 広島県広島市中区中町9-12
  - 開業 1989年7月
- 三井ガーデンホテル熊本

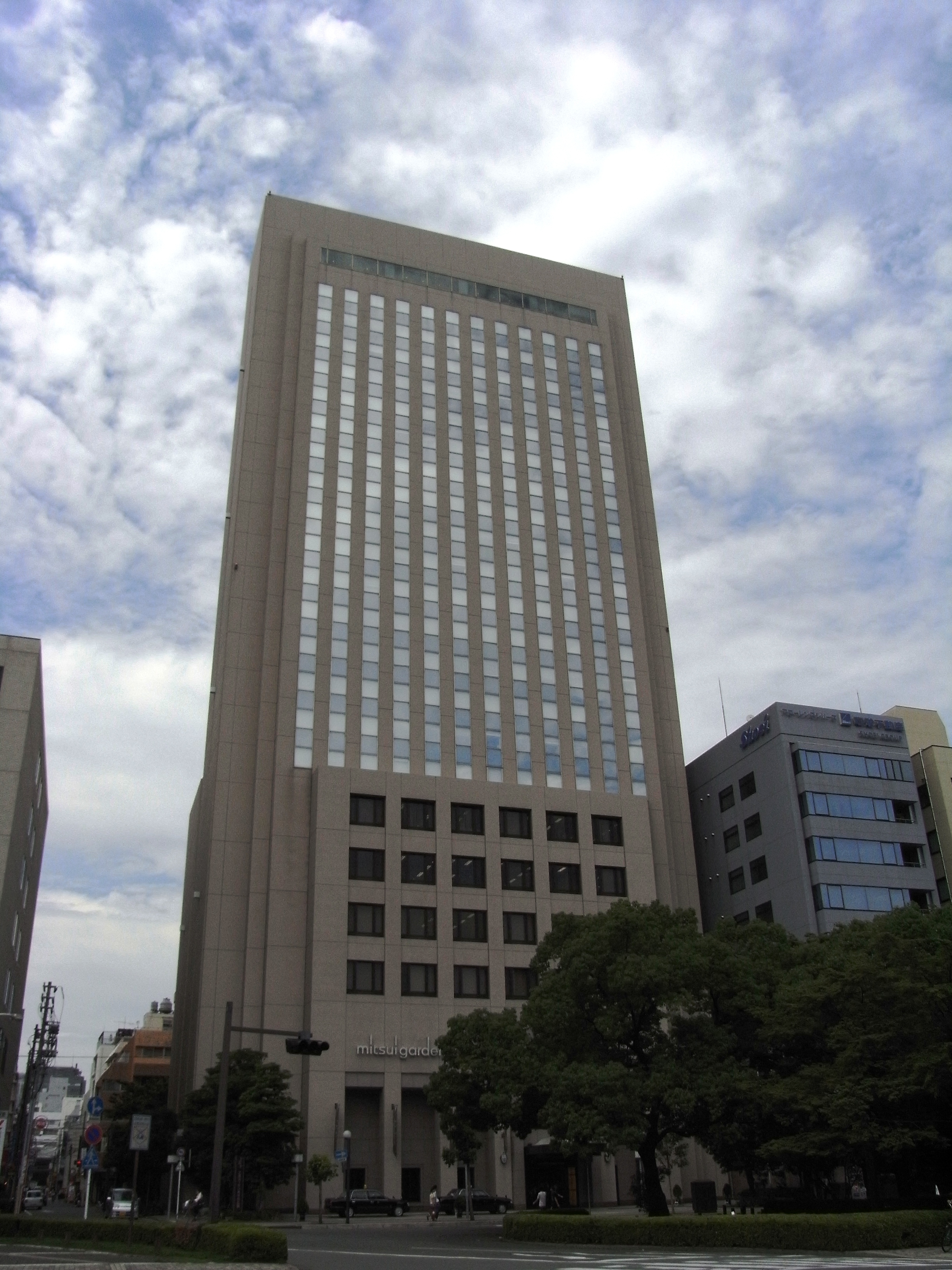
三井ガーデンホテル広島（2008年7月）

  - 所在地 熊本県熊本市中央区紺屋今町1-20
  - 開業 1991年3月
- 三井ガーデンホテル岡山
  - 所在地 岡山県岡山市北区駅元町1-7
  - 開業 2000年7月
- 三井ガーデンホテル福岡祇園
  - 所在地 福岡県福岡市博多区博多駅前二丁目173番1
  - 開業 2019年6月27日
- 三井ガーデンホテル福岡中洲
  - 所在地 福岡県福岡市博多区中洲5-5-1
  - 開業 2020年7月1日

### 台湾
- MGH Mitsui Garden Hotel 台北忠孝
  - 所在地 台北市大安區忠孝東路三段30號
  - 開業 2020年8月18日

### 過去に運営していたホテル
- 三井ガーデンホテル船橋ららぽーと（旧ホテルサンガーデンららぽーと）
  - 所在地 千葉県船橋市浜町2-1-1（ららぽーとTOKYO-BAY北側の通りをはさんだ向かい）
  - 開業 1985年3月
  - 2011年6月30日に経営不振のため宿泊部門とレストラン部門が営業終了。同年11月12日には宴会部門も終了し、全館営業を終了した。
- 三井ガーデンホテル柏（旧ホテルサンガーデン柏）
  - 所在地 千葉県柏市柏4-3-1
  - 開業 1988年5月
  - 老朽化と利用客減少のため、2014年4月30日営業終了[3][4]。
- 三井ガーデンホテル大阪堂島
  - 所在地 大阪府大阪市北区曽根崎新地2-4-1
  - 開業 1990年9月
  - 現在はホテルビスタプレミオ堂島として営業。
- 三井ガーデンホテル蒲田
  - 所在地 東京都大田区蒲田5-19-12
  - 開業 1993年9月
  - 2013年6月30日営業終了。同年9月12日に相鉄フレッサイン 東京蒲田にリブランドオープン。
- 三井ガーデンホテル四谷
  - 所在地 東京都新宿区四谷1-24
  - 開業 2009年3月3日
  - 2018年9月30日をもって営業を終了。同年12月21日、「ホテル京阪 東京四谷」にリブランド。
- 三井ガーデンホテル奈良
  - 所在地 奈良県奈良市三条本町8-1
  - 開業 1998年4月
  - 2006年にホテル日航奈良へ改称。なお、運営は三井不動産100%出資の株式会社ホテルマネジメントが行っている。
- 三井ガーデンホテル大阪淀屋橋
  - 所在地 大阪府大阪市中央区高麗橋2-5-7（越後屋大阪店跡）
  - 開業 1984年1月
  - 2022年12月21日をもって営業を終了。
- 三井ガーデンホテル京都三条
  - 所在地 京都府京都市中京区三条通烏丸西入御倉町80番
  - 開業 1989年9月
  - 2024年6月10日をもって営業を終了。同年11月1日、「ロワジールホテルクラシックガーデン京都三条」にリブランド。
- 三井ガーデンホテル千葉
  - 所在地 千葉県千葉市中央区中央1-11-1
  - 開業 1989年8月
  - 2024年11月9日をもって営業を終了。2025年1月15日、ソラーレ ホテルズ アンド リゾーツに運営権が譲渡され、「ロイヤルパインズホテル千葉」にリブランド[5][6]。

#### ケン・コーポレーションへ売却
次の物件は2005年にケン・コーポレーションへ一括売却され、同社賃借のもとJALホテルズへリブランドされている。
- 三井ガーデンホテル長野
  - 所在地 長野県長野市問御所町1221
  - 開業 1993年7月
  - ホテルJALシティ長野として営業
- ホテルサンガーデン姫路
  - 所在地 兵庫県姫路市
  - ホテル日航姫路として営業
- ホテルサンガーデン日立
  - 所在地 茨城県日立市
  - ホテル日航日立として営業後、2010年10月より「ホテルテラスザスクエア日立」に改称

### 開業の計画
台湾の台北市（松山機場駅そば）に「三井ガーデンホテル」ブランドでホテルを設ける計画があり、2023年2月に着工している。2026年開業予定。

## 三井の他ホテルチェーン
- 三井不動産直系のホテル会社としてハワイでハレクラニ他のホテル運営を行うハレクラニ・コーポレーションがあるが、三井ガーデンホテルズとは直接の関係はない。
- ガーデンホテルズ設立（チェーン結成）以前より、三井不動産とは異なる三井観光開発（三井グループの一社であった北海道炭鉱汽船が設立）による「三井アーバンホテルズ」が1974年より展開されていたが、当チェーンとの関わりはほとんど無かった。なお、三井アーバンはその出自から札幌グランドホテル・札幌パークホテルを事実上の旗艦店とし東日本での出店が主であったが、三井本館に程近い銀座や、大阪や福岡など西日本での大都市では両者が至近距離に出店するケースもあった。

2000年代初頭の一時期に、両者でインターネット予約サイト「hoteland.com」を共同運営していたこともあるが、それ以外の関係は皆無だった。
三井観光開発は2007年に「三井」の名を外したグランビスタ ホテル&リゾートに社名変更、既存ホテルの名称も「ホテルコムズ」へリブランドした。さらに2015年にはサンケイビルの完全子会社となった。また、その後の事業再構築により「ホテルコムズ」ブランドのホテルは全て営業を終了している。
- 三井不動産は2000年代以降ホテル経営会社へ資本参画を行い、ガーデンホテルズ（直系）以外のホテルも間接的に傘下へ入れ、事業拡大を図っている。
  - 2005年にミサワホームからミサワリゾート（現リソルホールディングス）を譲受しており、従前の「ホテル330」→「ホテルリソル」と、新ブランド「トリニティ」による「RESOLホテルグループ」として全国展開を行っている。
  - 2007年5月には、ヤマハリゾート運営の「合歓の郷」・「鳥羽国際ホテル」・「はいむるぶし」・「キロロリゾート」の事業譲渡契約が締結され、三井不動産リゾートを受け皿会社として新設し、同年7月に取得。
  - 2007年10月には国際興業（実質的には当時同社の親会社だったサーベラス・グループ）から帝国ホテル株式の33.16%を譲受し筆頭株主となっている。
- 三井不動産はリゾートソリューションにおいて「ホテルトリニティ札幌」を2007年12月に、2009年6月に「メルキュールホテル札幌」を開業し、2010年には「三井ガーデンホテル札幌」を開業したことから、グランビスタの発祥地である札幌に攻勢を掛けているとする趣きが捉えられている（既にRESOLでホテルリソルが2棟運営されている）。
- 1980年代には日本債券信用銀行の仲立ちでサンルートホテルシステムと資本・業務提携していた事がある[8]。
- 2017年10月に三井不動産の100%子会社として三井不動産リゾートマネジメントが設立され、ハレクラニ沖縄および2020年夏開業予定のフォーシーズンズホテル東京大手町とHOTEL THE MITSUI KYOTO ラグジュアリーコレクションホテル&スパ（マリオット・インターナショナルと提携）を運営している。